# بوروسيا دورتموند موسم 2012–13
كان موسم 2012–13 هو الموسم الـ104 لبوروسيا دورتموند في تاريخ كرة القدم للنادي. في عام 2012–13 لعب النادي في الدوري الألماني، الدرجة الأولى لكرة القدم الألمانية. وكان هذا هو الموسم السابع والثلاثين على التوالي للنادي في هذه البطولة، بعد أن صعد من الدرجة الثانية الألماني عام 1976.